# تنجه
تنجه یا عروس‌مرغابی (نام علمی: Tadorna tadorna) (در کتاب تالاب‌ها و پرندگان مهاجر ایران تألیف اسکندر فیروز سال ۱۳۴۷ این پرنده با نام بادکوبه‌ای معرفی شده‌است).
پرنده‌ای است از خانواده مرغابیان و سرده عروس‌مرغابی‌ها است. مرغابی با جثه بزرگ و غازمانند که از دور سیاه و سفید به‌نظر می‌آید. به وسیله سر و گردن سیاه مایل به سبز، بدن سفید، نوار سینه‌ای پهن بلوطی رنگ، و یک نوار طولی تیره در وسط سطح شکمی تشخیص داده می‌شود.
در فصل بهار که هنگام جفت‌گیری مرغابیان است، مرغابی نر بسیار زیبا می‌گردد. یک نوار قهوه‌ای خوش رنگ از ناحیه پشت سر تا دم ادامه دارد. سر آن‌ها سیاه و دارای جلای سبز رنگ است. یک نوار قهوه‌ای رنگ دیگر دور سینه حلقه زده و بقیه بدن سفید رنگ است. نوک دارای یک برجستگی انتهایی بوده و رنگ آن سرخ پر رنگ می‌باشد.
جلوی نوک برجسته و به سوی بالا برگشته است. البته پس از آمیزش و جفت‌گیری یعنی اوایل تابستان جلای رنگ بدن اردک نر از بین رفته و کدر می‌شود، به طوری‌که سر به رنگ خاکستری درآمده و تنجه‌های نر و ماده تقریباً شبیه به هم می‌گردند. گردن تنجه بلند و باریک است. این نژاد در نواحی مختلف، در سواحل شنی آب‌های شور، مرداب‌ها و در سواحل رودخانه‌ها زندگی می‌نماید. در هر بار تخم‌گذاری تنجه حداکثر ۱۶ تخم می‌گذارد که رنگ آن‌ها سفید متمایل به نخودی است. این اردک خوب راه می‌رود و به راحتی شنا می‌نماید و از گیاهان آبزی، کرم‌ها و نرم‌تنان تغذیه می‌کند. تنجه را در زمستان‌ها می‌توان در مرداب انزلی و سواحل دریاچه ارومیه دید. خاستگاه اصلی آن‌ها اروپای غربی است، ولی در شمال غربی چین و تبت نیز در حال حاضر، زندگی می‌نمایند.

## نگارخانه

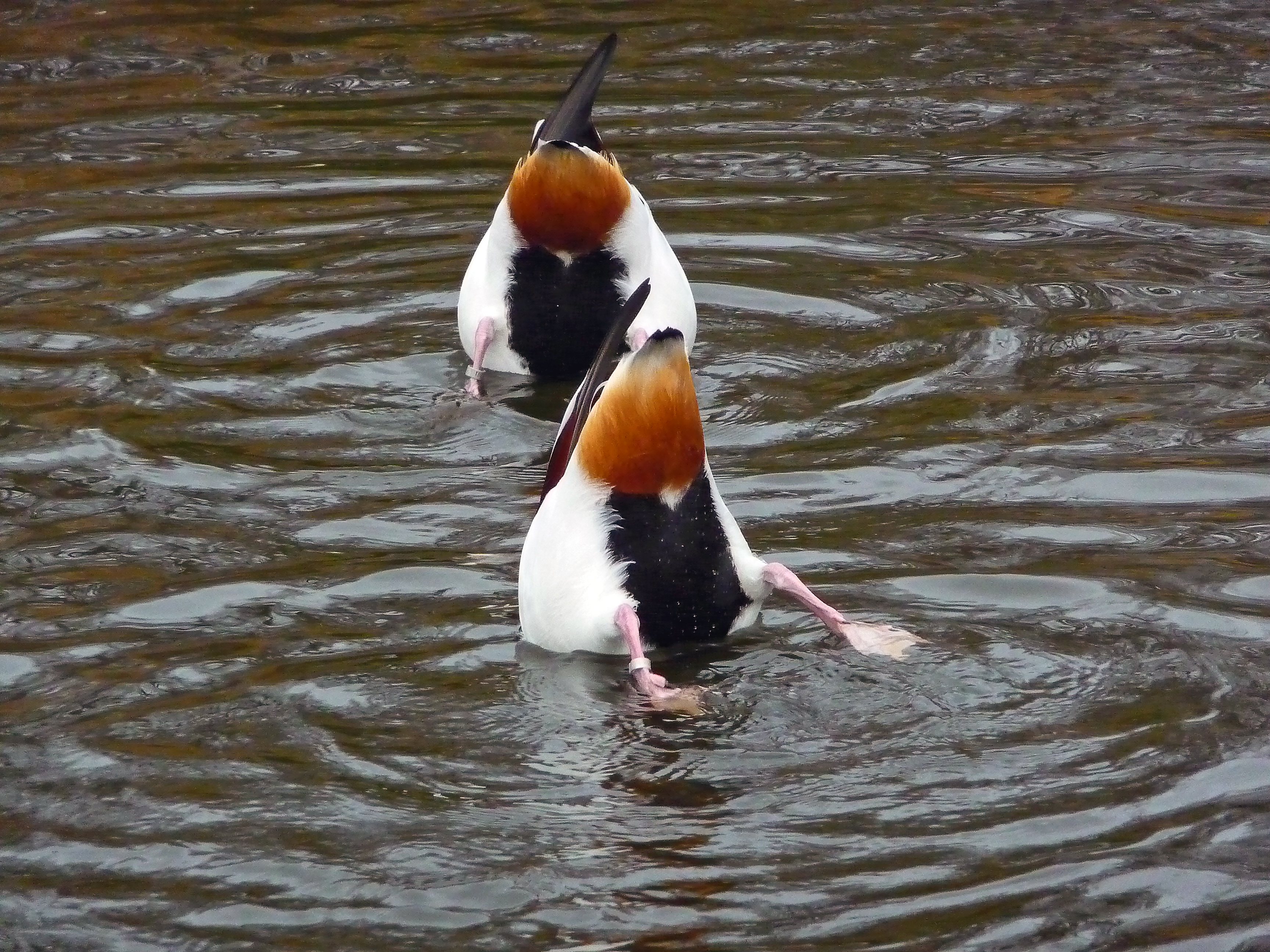
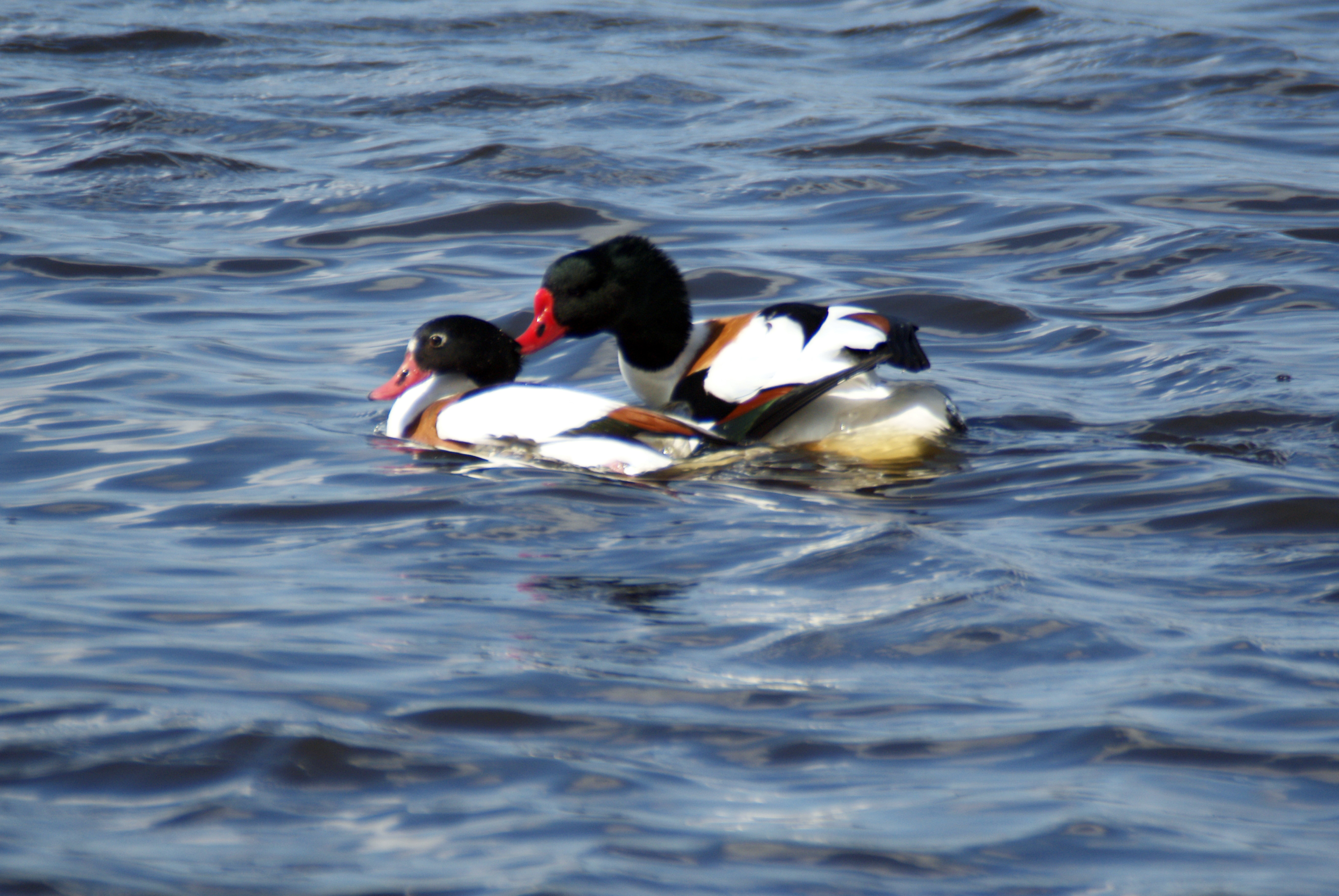
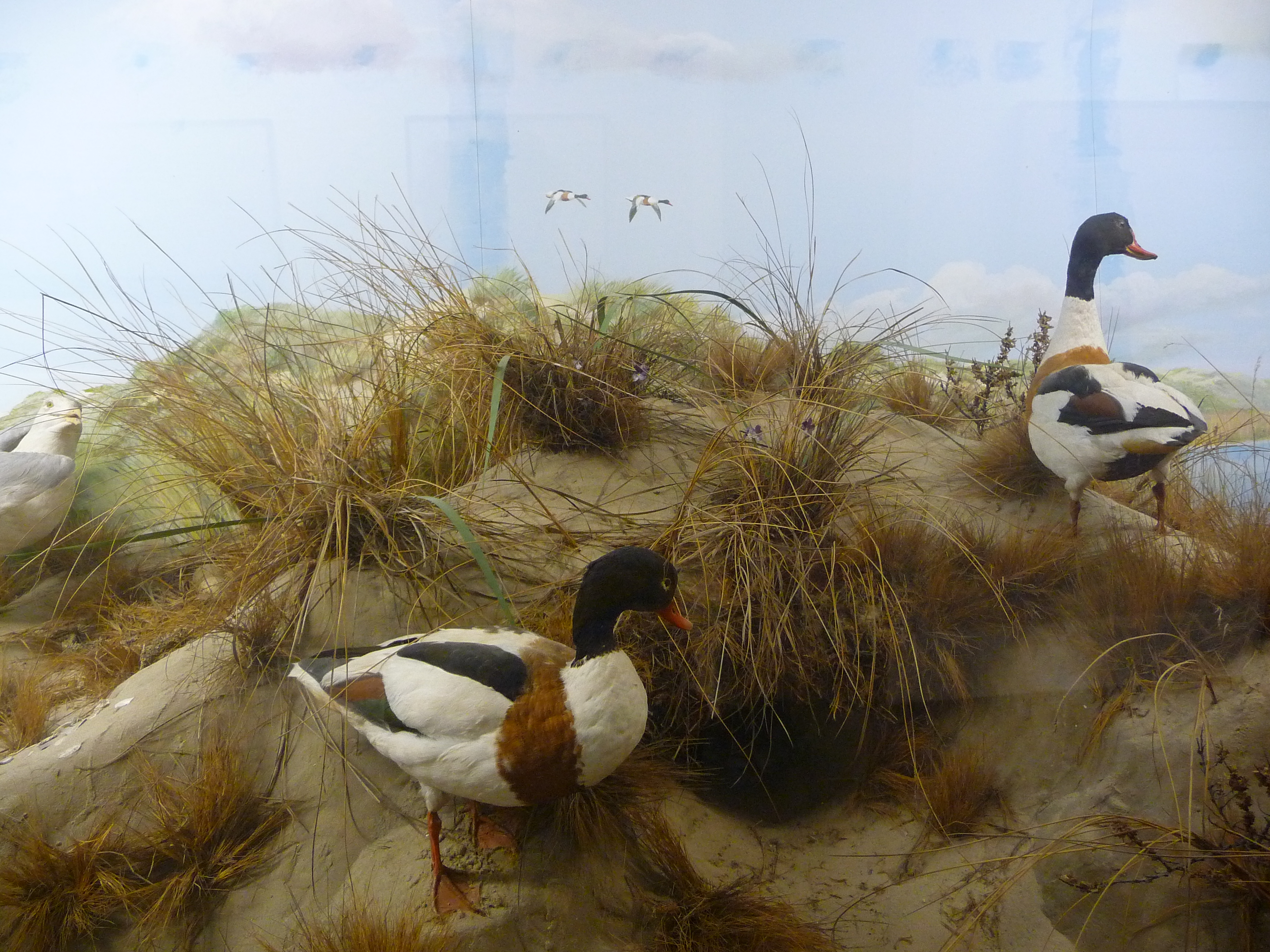
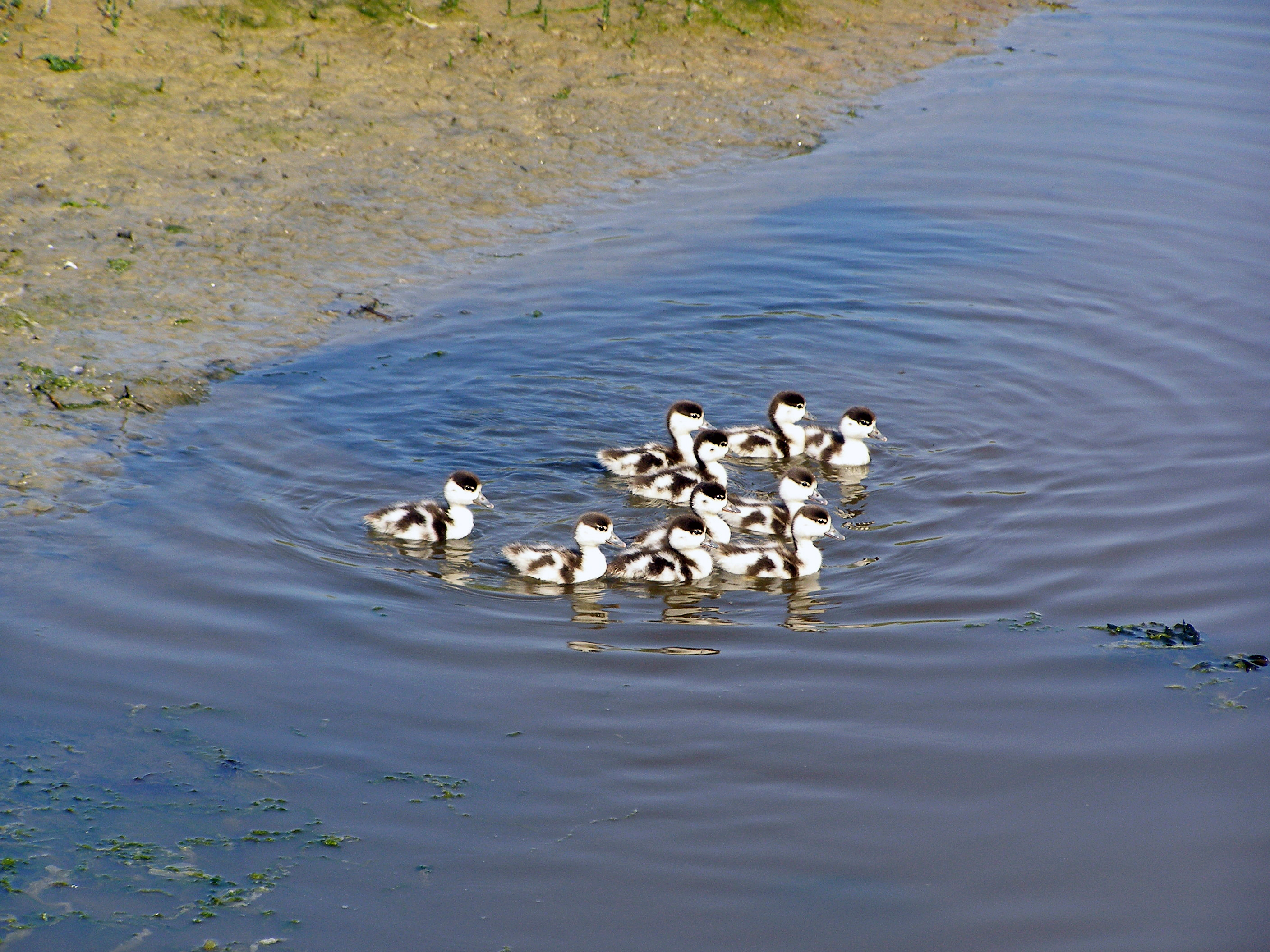
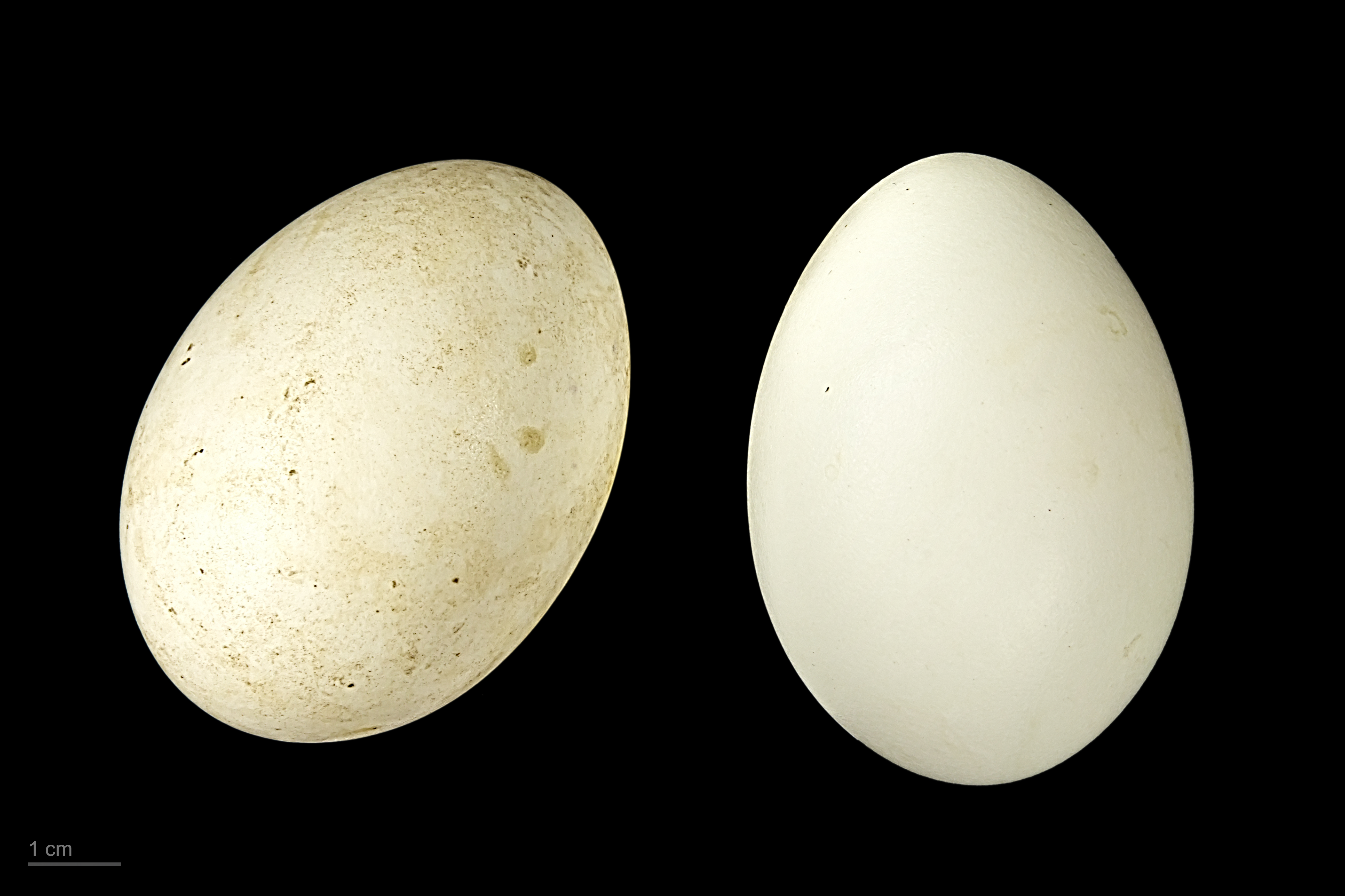
Museum specimen